# Joaquim de Azevedo Albuquerque

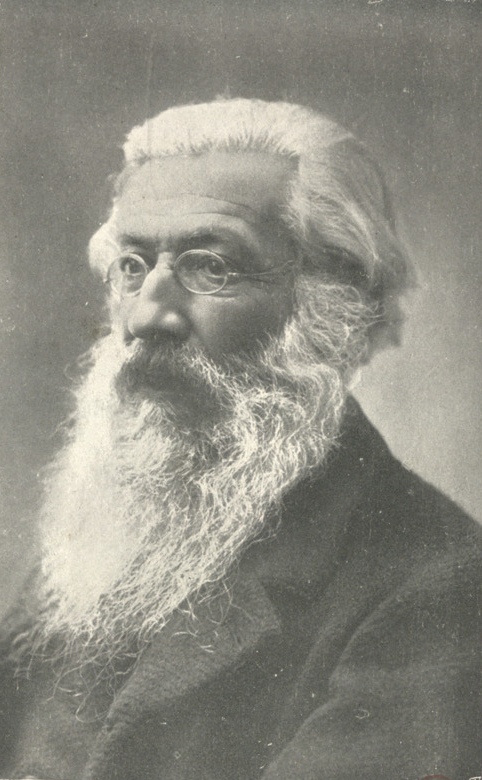
Retrato de Joaquim de Azevedo Albuquerque, publicado no Album Republicano, 1908

Joaquim de Azevedo Sousa Vieira da Silva Albuquerque (Porto, 16 de Agosto de 1839 – 21 de Janeiro de 1912) foi um matemático, professor e político português.

## Biografia
Formou-se em Engenharia Civil na Academia Politécnica do Porto no ano de 1861 e iniciou carreira docente como professor de liceu. Anos mais tarde, o reconhecimento do seu valor intelectual valeu-lhe um lugar no quadro de professores da Academia Politécnica do Porto. Nesta instituição ministrou as disciplinas; Geometria Analítica no plano e no espaço; Trigonometria esférica; Álgebra superior; Cálculo Diferencial Integral das diferenças e das variações; Mecânica racional, cinemática.
Foi ainda autor das seguintes obras: 
- Será suficiente o princípio da gravitação universal para a explicação dos fenómenos celestes? (1876);
- Lições de Mecânica Racional e Cinemática (1888-1895);
- O Gabinete Cinemático da Academia Politécnica do Porto. Sistema Reulaux (1893);

Colaborou com Camilo Castelo Branco na tradução do Dicionário de Educação e Ensino.
Entrou, em 1892, para a loja maçónica Independência do Porto com o nome Condorcet.
Em 1904 fez parte como membro da Comissão Municipal Republicana do Porto.